# Unknown Armies
 (mars 2012).
Si vous disposez d'ouvrages ou d'articles de référence ou si vous connaissez des sites web de qualité traitant du thème abordé ici, merci de compléter l'article en donnant les références utiles à sa vérifiabilité et en les liant à la section « Notes et références ».
Unknown Armies est un jeu de rôles de Greg Stolze et John Tynes, paru chez l'éditeur américain Atlas Games en 1998, puis en 2004 chez Le Septième Cercle pour la version française.
Ce jeu s'adresse à des joueurs avertis car il repose à la fois sur des réalités parfois choquantes - comme le pouvoir de l'argent ou du sexe - et sur des visions du monde très éloignées de la logique cartésienne.

## Univers
L'univers d'Unknown Armies est très déstructuré, à l'image du courant de pensée - la magie du Chaos - qui l'inspire.
Le monde tel que nous le connaissons est un consensus, une réalité plastique. Parfois, la sphère des Idées connaît une crise et le monde est refait à l'image des 333 Archétypes qu'elle contient alors, archétypes issus de l'inconscient collectif. Le changement est indécelable car le monde ainsi créé semble avoir toujours existé. Même avant cela, cependant, il est possible de changer le monde grâce à la magie, la force qui lie cette sphère des Idées à la nôtre.
Les personnages d'Unknown Armies sont de trois sortes. Les humains normaux n'ont aucun pouvoir, mais aucun tabou magique non plus. Les Avatars (au sens originel d'incarnation) se dédient à un Archétype comme le Sauvage, l'Homme sans maître, le Vrai Roi, et cherchent à l'imiter en tout. Leurs pouvoirs sont puissants mais peu variés. Les Adeptes cherchent grosso modo à échapper au moule des Archétypes, ils tirent leur Magie d'un paradoxe qui leur est unique : par exemple les dipsomanciens sont des magiciens ivrognes qui paient leur pouvoir par une dégradation physique visible, les ploutomanciens accumulent de l'argent mais ne peuvent le dépenser.
Ces acteurs font cavalier seul - on les nomme alors Ducs - ou rejoignent des sociétés secrètes comme les Marchands de sable, qui veulent cacher la magie au monde, ou Mak Attax, qui veut la révéler à travers… les sandwichs d'une marque de fast-food connue.
Il n'y a pas de loi cachée dans Unknown Armies, du moins aucune n'est imposée. Comme le disent les auteurs, cela gâcherait le plaisir de l'inconnu, de la surprise.

## Règles

### Tests
Unknown Armies se joue avec un dé à cent faces. Pour réussir un jet, il faut faire moins que son trait. En cas d'opposition avec un autre personnage, il faut non seulement faire moins que son trait, mais aussi faire plus que le trait adverse. Les scores doubles sont des réussites et échecs critiques lors desquels se produisent des incidents parfois assez bizarres. Chaque personnage a une "compétence obsessionnelle" sur laquelle il peut faire un "flip-flop", c'est-à-dire inverser ses scores. Enfin, il est possible pour de nombreux cas, de s'imposer des malus pour gagner des dés : le joueur choisit alors quels dés il garde pour son score final.

### Combat
Les attaques faibles comme les coups de poing infligent des dommages égaux à la somme des dés de l'attaquant (par exemple un score de 15 donne 1+5 = 6 points de dégâts), plus l'arme. Les attaques fortes infligent autant de dégâts que le score (le même 15 donne donc 15 points), plus l'arme. Ces dégâts se retirent de la Résistance de la cible.

### Magie
La grande trouvaille d'Unknown Armies consiste en son système de magie.
Pour les Avatars, il s'agit d'une compétence qui donne de plus en plus de dons en augmentant, ce qui requiert de respecter à la lettre les principes de l'Archétype.
Pour les Adeptes, le but est d'obtenir des charges magiques par un acte qui dépend de leur École : boire, accumuler des livres, avoir des relations sexuelles, regarder la télévision, arpenter sa ville… et certaines choses peu recommandables. Il existe trois types de charges : mineures (capables de donner un petit coup de pouce), conséquentes (capables de changer le monde de façon limitée) et majeures (tout est alors possible, mais elles sont rarissimes et très dures à obtenir). Ces charges s'accumulent et peuvent être relâchées lors d'un acte magique, moyennant un test de compétence. Elles disparaissent si l'Adepte brise le tabou de son École, en effectuant l'acte le plus contraire à sa philosophie.
On s'en rend compte, c'est avant tout le roleplay qui compte ici, et le meneur de jeu peut tout autoriser ou interdire.

### Santé mentale
Les personnages de Unknown Armies ont, dès le départ, des traits de caractère (l'obsession et les 3 pulsions: rage, peur et noblesse) qui vont les pousser à entrer dans l'underground. Et potentiellement les faire basculer dans la folie au passage. Certains finissent par acquérir une forme de magie, directement liée à l'obsession (les adeptes), qui consiste grosso modo à déformer la réalité par la force de sa conviction. Ces mages, lorsqu'ils apprennent leur magie (un PJ qui évoluerait suffisamment longtemps dans une campagne devrait passer par cette étape, en théorie), doivent remplir une grande quantité d'endurcissements afin de pouvoir atteindre le niveau de "conviction" nécessaire à déformer la réalité... C'est d'ailleurs pourquoi les gens sains d'esprits ne peuvent utiliser la magie. (excepté pour les avatars, mais eux se font passer pour une représentation d'un trait de l'humanité, et peuvent mentir à la réalité, ce sont généralement des "arnaqueurs")
L'état mental des personnages est évalué par cinq échelles : le Soi, la Peur, l'Impuissance, le Surnaturel et la Violence. Chaque fois qu'il est confronté à une situation traumatisante, un personnage fait un test sur ces échelles et gagne des degrés de Fragilisation ou d'Endurcissement. La Fragilisation le rend plus vulnérable, enclin à des comportements irrationnels comme la fuite, la frénésie, la superstition ou l'obéissance aveugle (exemple : le syndrome de Stockholm). L'Endurcissement le « blinde » au prix de sa capacité d'empathie. Dans les deux cas, il perd de son humanité et de son libre-arbitre, finissant par devenir un dément paranoïaque ou un robot dénué d'émotion. Il est heureusement possible de se soigner.

## Gamme
- l'écran
- Magie post-moderne
- L'Ascension de Marie-Madeleine (scénario long)
- one Shots (scénarios courts)